# Boncourt (Jura)
Boncourt (antiguamente en alemán Bubendorf) es una comuna suiza del cantón del Jura, situada en el distrito de Porrentruy. Limita al norte con las comunas de Delle (FRA-90) y Florimont (FRA-90), al noreste con Courcelles (FRA-90), al sureste y sur con Basse-Allaine, al suroeste con Villars-le-Sec (FRA-90), y al oeste con Saint-Dizier-l'Évêque (FRA-90) y Lebetain (FRA-90).

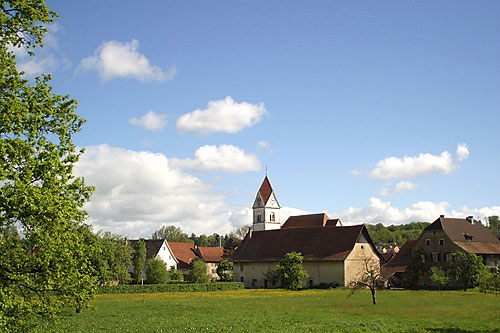
Iglesia de Boncourt.